# ميرا ( فينيتو)

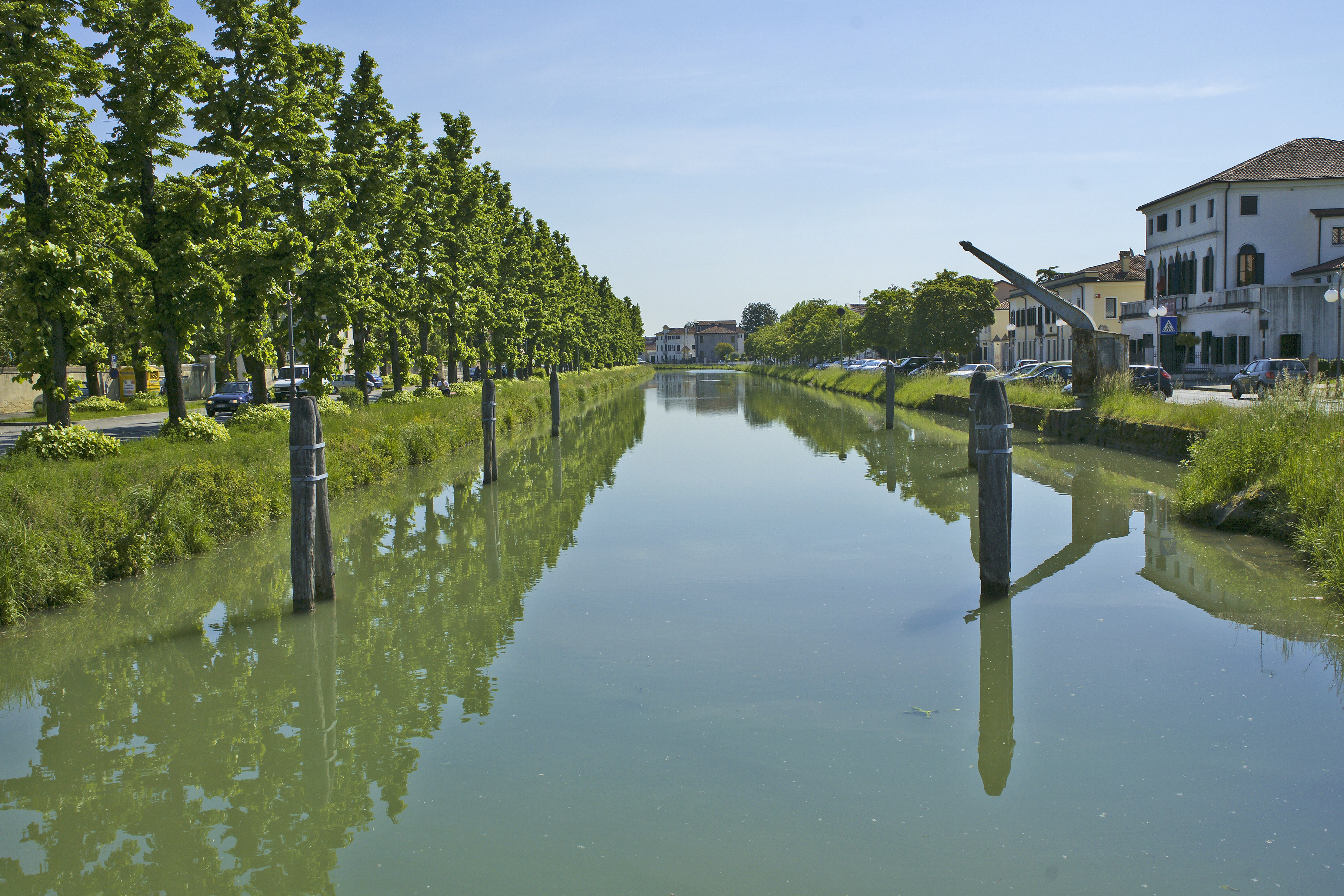
ريفيرا ديل برينتا

ميرا هي كومونا (بلدية) في جنوب فينيتو، شمال إيطاليا. وهي جزء من مدينة متروبوليتان في البندقية، وهي البلدية الحادية عشر الأكثر اكتظاظًا بالسكان في فينيتو.

## الجغرافيا
تقع على ريفييرا ديل برينتا، في منتصف الطريق بين بادوفا والبندقية ويعبرها الطريق الإقليمي SR11. مناطق الجذب الرئيسية فيها هي فيلا فوسكاري التي صمّمها أندريا بالاديو وفيلا ويدمان فوسكاري.
يتميز الجزء الجنوبي الشرقي من ميرا بمستنقعات مائية مالحة طبيعية «بارين» تغمرها بشكل دوري قنوات المد والجزر. وتشكل هذه المستنقعات ثلث مساحة البلدية بأكملها.

## الأشخاص
- جوزيبي كارارو - أسقف روماني كاثوليكي ؛
- جاكوبو ديل كاسيرو - سياسي من القرون الوسطى وذكره دانتي أليغييري في الكانتو الخامس للمطهر ؛
- ماوريتسيو باكين - عمدة ميرا وعضو في الكونغرس